# Jan Hirkan II

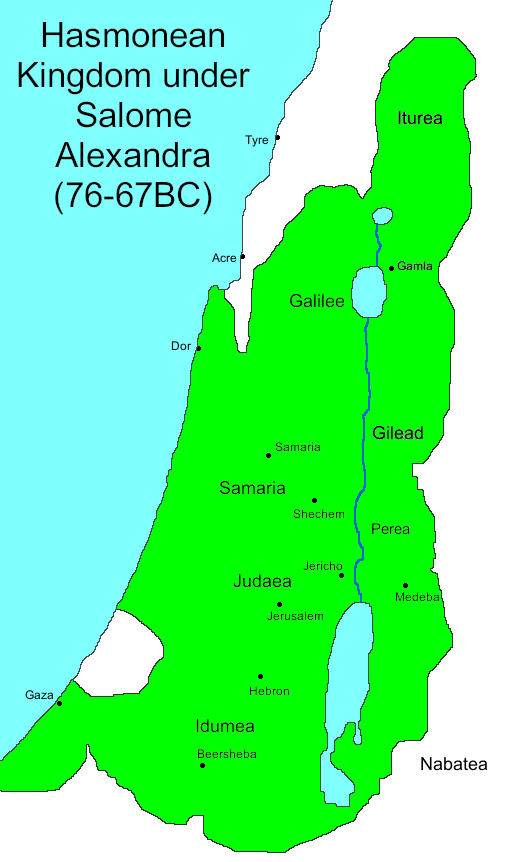
Państwo Machabeuszy do 63 p.n.e.

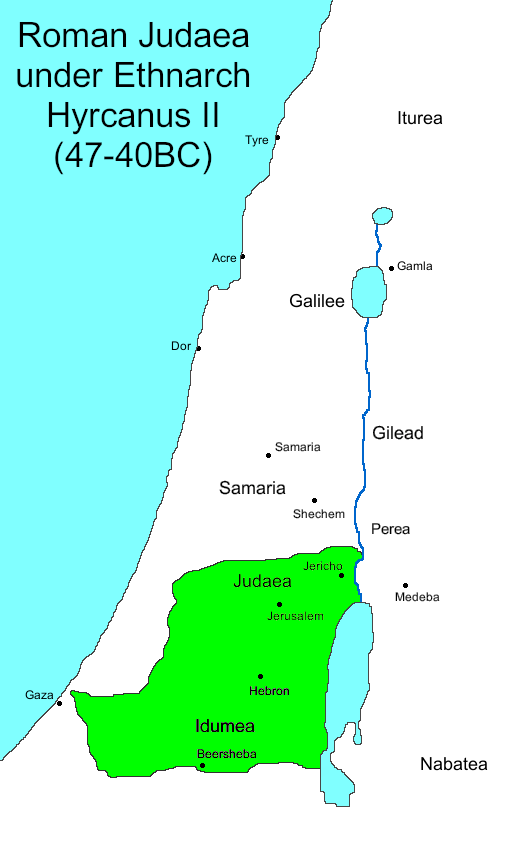
Rzymska Judea za Hyrkana II

Jan Hirkan II (zm. 30 p.n.e.) – arcykapłan w 67 p.n.e. i w latach 63 p.n.e.–40 p.n.e., król Judei w 67 p.n.e., etnarcha Judei w latach 47 p.n.e.–40 p.n.e.
Był synem Aleksandra Jannaja i Aleksandry Salome.
Po śmierci matki w 67 p.n.e. został królem Judei, jednak trzy miesiące po objęciu rządów został pokonany pod Jerychem przez swojego młodszego brata Arystobula II. Został później oblężony w Świątyni Jerozolimskiej i zmuszony do zawarcia ugody z bratem. Na jej mocy Arystobulowi II przypadł tytuł królewski, zaś Jan Hirkan II miał zatrzymać wszystkie majętności.
Obawiając się o swoje życie Jan Hirkan zbiegł do Petry i w 65 p.n.e. z pomocą Nabatejczyków ruszył przeciwko bratu. Pokonany Arystobul został oblężony w świątyni jerozolimskiej. Jednak zdołał sobie zapewnić poparcie rzymskiego dowódcy Marka Skaurusa, stojącego na granicy Judei, co sprawiło, że większość zwolenników Hirkana przeszła na stronę jego brata.

## Potomstwo
- Aleksandra, zm. 29 p.n.e., żona Aleksandra syna Arystobula II.